# Zelení (Izrael)
Zelení (hebrejsky הירוקים, ha-Jerukim) je izraelská ekologická politická strana prosazující zelenou politiku. Byla založena v roce 1997. 
Na celostátní úrovni zůstává mimoparlamentní, protože se jí i přes nárůst hlasů nepodařilo překonat bariéru pro vstup do parlamentu (patrně příčinou existence konkurenčních zelených formací Ale Jarok a Merec-Jachad). 
Na úrovní měst a obcí Zelení maí přes 50 zastupitelů. V Haifě bývalý zelený kandidát (nyní člen Kadimy) Jona Jahav vykonává už druhé volební období funkci primátora (zelení mají 4 zastupitele), v Tel Avivu předseda zelených Pe'er Visner působí ve funkci místostarosty.

## Volební výsledky
| Volby | Počet hlasů | %    | mandáty |
| ----- | ----------- | ---- | ------- |
| 1999  | 13 292      | 0.4  | 0       |
| 2003  | 12 833      | 0.41 | 0       |
| 2006  | 47 595      | 1.52 | 0       |